# راندولف بي. مارسي
راندولف بي. مارسي (بالإنجليزية: Randolph B. Marcy)‏ هو ضابط أمريكي، ولد في 9 أبريل 1812 في Greenwich, Massachusetts ‏ في الولايات المتحدة، وتوفي في 22 نوفمبر 1887 في ويست أورنج في الولايات المتحدة.